# Anomaloglossus beebei
Anomaloglossus beebei är en groddjursart som först beskrevs av Noble 1923.  Anomaloglossus beebei ingår i släktet Anomaloglossus och familjen Aromobatidae. IUCN kategoriserar arten globalt som sårbar. Inga underarter finns listade i Catalogue of Life.

## Bildgalleri

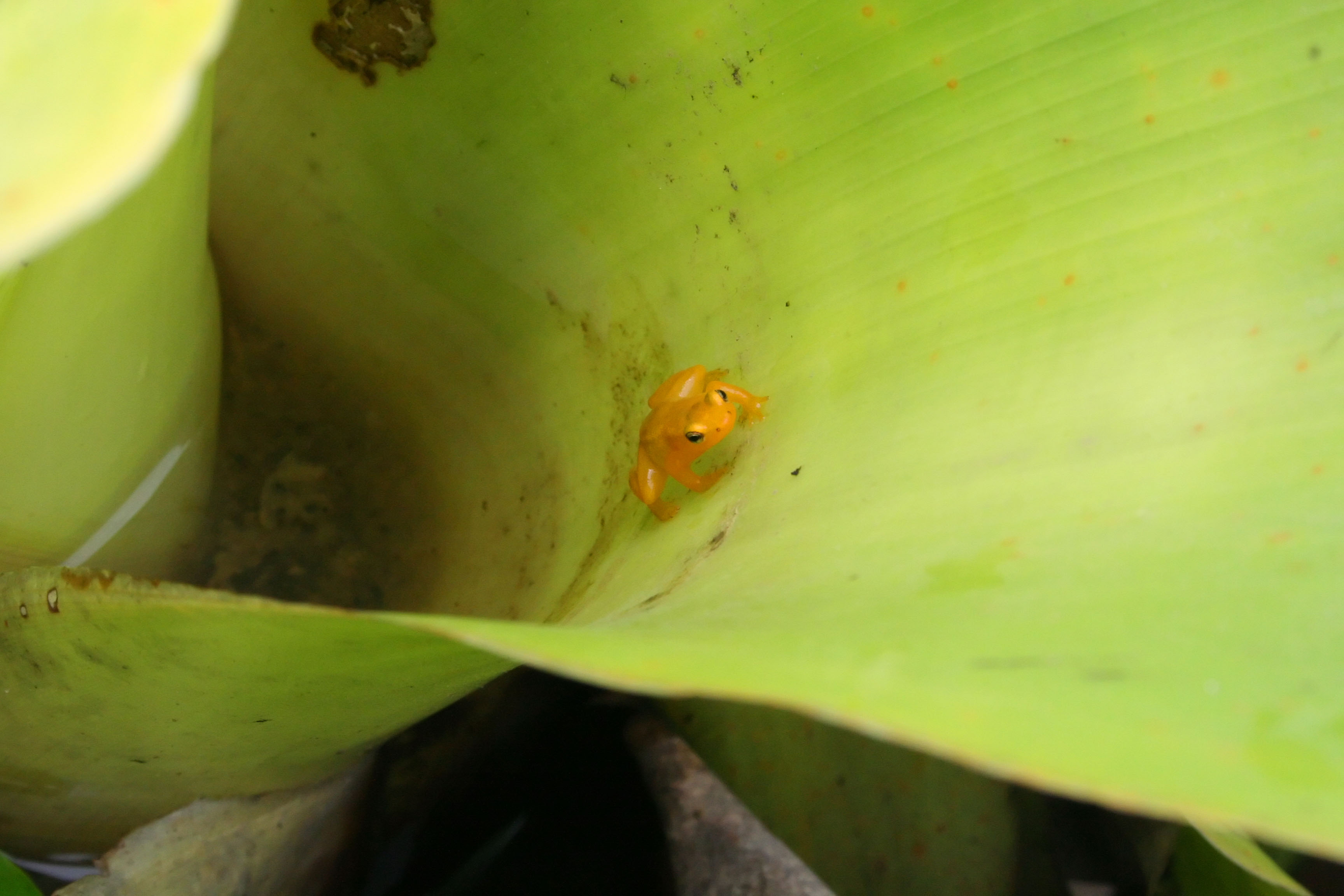